# 184 f.Kr.

## Händelser

### Efter plats

#### Romerska republiken
- Cato den äldre väljs, tillsammans med sin kollega Lucius Valerius Flaccus, till censor i Rom. Cato, som är förkämpe för den gamla, spartanska romerska livsstilen, inleder genast en puritansk kampanj. Han siktar mot att bevara mos majorum ("förfädernas seder") och bekämpa allt grekiskt inflytande, vilket han anser underminera de gamla romerska morrallagarna. Han inför skatt på lyxartiklar och reviderar hårt listan över personer, som är valbara till senaten. Skatteinsamlarnas missbruk kontrolleras och byggandet av offentliga byggnader uppmuntras.
- Då man i Rom börjar bli orolig över om Filip V av Makedonien förbereder sig för ett nytt krig med romarna skickas Appius Claudius Pulcher som ledare för en abassad till Makedonien och Grekland för att observera Filips aktiviteter.
- Staden Pisaurum grundas av romarna som en koloni på det territorium, som tillhör picenerna, en stam, som lever i Marche vid Adriatiska havet.
- Den äldsta kända basilikan, Basilica Porcia, färdigställs i Rom av Cato den äldre under hans tid som censor. Byggnaden används av romarna för affärstransaktioner och slitandet av juridiska tvister.

## Avlidna
- Titus Macchius Plautus, romersk komisk dramatiker vars verk, löst bearbetade grekiska pjäser, etablerar det romerska dramat på latin (född omkring 254 f.Kr.)
- Liu Gong, tredje kejsare av den kinesiska Handynastin